# Ramphocaenus melanurus
El soterillo picudo (Ramphocaenus melanurus) es una especie de ave paseriforme perteneciente a la familia Polioptilidae. Anteriormente se consideraba la única especie del género Ramphocaenus, hasta que se escindió el soterillo parloteador (Ramphocaenus sticturus). Es nativo del Neotrópico, donde se encuentra distribuido desde el sur de México hasta el sureste de Brasil y norte de Bolivia.

## Nombre común
Se le denomina soterillo picudo (en Costa Rica y México), saltón picudo, curruca picuda (en Colombia), soterillo picolargo (en Ecuador), monjita piquilargo (en Honduras) o cazajején picudo (en Nicaragua),

## Distribución y hábitat
Se distribuye desde el este y extremo suroeste de México, por ambas pendientes (del Golfo y caribeña y del Pacífico) de América Central, por Belice, Guatemala, Honduras, El Salvador, Nicaragua, Costa Rica, Panamá, y por América del Sur en Colombia, Venezuela, Trinidad y Tobago, Guyana, Surinam, Guayana francesa, Ecuador, Perú, hasta el norte de Bolivia y Brasil (hasta el sur de la Amazonia y una población aislada en el este atlántico).
Esta especie es considerada bastante común y ampliamente diseminada, en su hábitat natural, el sotobosque de selvas húmedas y bosques caducifolios, hasta los 1500 m de altitud.

## Descripción
Mide entre 12 y 13 cm de longitud y pesa entre 8 y 11 g. Presenta la corona y la parte de atrás del cuello de color marrón oliva ocráceo, el dorso y las alas oliva grisáceo. La cola es parda negruzca, con 3 o 4 pares de timoneras laterales con la punta blanca. Los lados de la cabeza y el cuello son de color canela brillante, y la garganta es blanca con rayas negras. El pecho es amarillento que se hace casi blanco en el centro del abdomen. El iris es café pálido. El pico es largo y delgado con forma de gancho en la punta.
La subespecie R. m. trinitatis del oriente de Colombia, Venezuela y Trinidad presenta las partes inferiores más pálidas y los flancos y los lados de la cabeza color ante.

## Comportamiento
Vive entre lianas y el follaje denso que recubre los árboles en los estratos bajo, medio y alto de los bosques. Anda solitario o en pares, a veces en bandadas mixtas y frecuentemente junto a Terenura maculata. Acostumbra menear su larga cola erguida en ángulos de hasta 90 grados.

### Alimentación
Se alimenta de insectos y arañas pequeñas que encuentra entre la vegetación densa.

### Reproducción
Se reproducen de abril a junio. Construye un nido de fibras vegetales en forma de taza profunda entre la vegetación densa y baja, a una altura de 15 a 33 cm del suelo. La hembra pone dos huevos blancos con manchas castañas rojizas, que son incubados por ambos padres durante 16 a 17 días. Los polluelos se hacen independientes después de otros 11 a 12 días.

### Vocalización
Su canto es un muy distintivo y límpido trinado musical, a menudo precedido por unas pocas notas «cht». Al oeste de los Andes tiende a ser marcadamente más rápido y a elevarse en tono.

## Sistemática

Ramphocaenus melanurus, ilustración de Oudart en Vieillot La galerie des oiseaux, 1825-1834.

### Descripción original
La especie R. melanurus y el género Ramphocaenus fueron descritos por primera vez por el naturalista francés Louis Jean Pierre Vieillot en 1819 bajo el mismo nombre científico; su localidad tipo es: «vecindad de Río de Janeiro, Brasil».

### Etimología
El nombre genérico masculino «Ramphocaenus» se compone de las palabras del griego «ramphos»: ‘pico’, y «kainos»: ‘extraño, diferente’; y el nombre de la especie «melanurus», proviene del griego «melanouros» que significa ‘de cola negra’.

### Taxonomía
Las subespecies rufiventris y griseodorsalis eran, hasta 1931, consideradas como especies separadas y pueden merecer la restauración de tal rango. Las entonces subespecies sticturus/obscurus comparten diferencias morfológicas (puntos blancos en las rectrices externas) y aparentemente también diferentes vocalizaciones, y parecen ocurrir en simpatría o cerca, (pero no sintópicas) con las subespecies amazonum y badius. La taxonomía de esta especie precisa de revisión. Los límites de distribución de las subespecies norteñas y de albiventris son inciertos; los detalles abajo descritos son tentativos.
Con base en los estudios de filogenia molecular de Smith et al (2018), se propuso la separación del grupo de subespecies rufiventris (de Centroamérica y noroeste de Sudamérica) y del grupo sticturus/obscurus (del oeste de la cuenca amazónica). El Comité de Clasificación de Sudamérica en la Propuesta N° 790, aprobó la separación de sticturus pero no así la de rufiventris, debido a la insuficiencia de datos, a pesar de reconocer la probable validad de la separación.

### Subespecies
Según las clasificaciones del Congreso Ornitológico Internacional (IOC) y Clements Checklist/eBird v.2019, se reconocen doce o trece subespecies, divididas en dos grupos politípicos, con su correspondiente distribución geográfica:
- Grupo politípico rufiventris:
  - Ramphocaenus melanurus rufiventris (Bonaparte, 1838) - tierras bajas del sur de México (centro sur de Veracruz, norte de Oaxaca, norte y sur de Chiapas), norte y sur de Guatemala, oeste de Belice, norte de Honduras y  El Salvador al sur hasta el centro de Panamá, e intermitentemente hasta e suroeste de Ecuador.
  - Ramphocaenus melanurus ardeleo Van Tyne & Trautman, 1941 - sureste de México (Península de Yucatán al sur hasta el suroeste de Campeche y Quintana Roo).
  - Ramphocaenus melanurus panamensis A. R. Phillips, 1991 - centro y este de Panamá (incluyendo la Península de Azuero); posiblemente extendiéndose al norte hasta Costa Rica.
  - Ramphocaenus melanurus sanctaemarthae P.L. Sclater, 1862 - costa caribeña del norte de Colombia y noroeste de Venezuela.
  - Ramphocaenus melanurus griseodorsalis Chapman, 1912 - oeste de Colombia (oeste de Caldas al sur hasta el centro sur de Valle).

- Grupo politípico melanurus:
  - Ramphocaenus melanurus pallidus Todd, 1913 - norte de Colombia (valle del Río Zulia) y norte de Venezuela (Falcón al este hasta Miranda).
  - Ramphocaenus melanurus trinitatis Lesson, 1839 - oeste y noreste de Venezuela (oeste de Apure al este hasta Sucre), este de Colombia (oeste de Meta, oeste de Putumayo) y noroeste de Brasil (Río Amajaú); Trinidad.
  - Ramphocaenus melanurus albiventris P.L. Sclater, 1883 - este de Venezuela (este de Bolívar) al este hasta Surinam y la Guayana francesa, al sur hasta el centro norte de Brasil (centro de Pará).
  - Ramphocaenus melanurus duidae J.T. Zimmer, 1937 - sur de Venezuela, este de Colombia y este de Ecuador.
  - Ramphocaenus melanurus badius J.T. Zimmer, 1937 - sureste de Ecuador y este del Perú (centro de Amazonas).
  - Ramphocaenus melanurus amazonum Hellmayr, 1907 - este del Perú (orilla este del alto Río Ucayali) hasta el centro norte de Brasil (oeste de Pará).
  - Ramphocaenus melanurus austerus J.T. Zimmer, 1937 - costa norte de Brasil (este de Pará, norte de Maranhão).
  - Ramphocaenus melanurus melanurus Vieillot, 1819 - costa este de Brasil desde Paraíba al sur hasta Santa Catarina.

La subespecie panamensis no es reconocida por Clements Checklist/eBird.